# St. Georgen am Ybbsfelde
St. Georgen am Ybbsfelde é um município da Áustria localizado no distrito de Amstetten, no estado de Baixa Áustria.